# جستجوی افسانه‌ای
جستجوی افسانه‌ای (انگلیسی: Mythic Quest) که فصل اول آن با نام جستجوی افسانه‌ای: ضیافت غُراب هم شناخته می‌شود، یک مجموعهٔ تلویزیونی کمدی آمریکایی است که در سال ۲۰۲۰ منتشر شد.

## بازیگران
- راب مک‌الهنی
- اشلی برچ
- جسی اینیس
- ایمانی حکیم
- دیوید هورنزبی
- شارلوت نیکدائو
- دنی پودی
- اف. موری آبراهام